# Dávod
Dávod é um município da Hungria, situado no condado de Bács-Kiskun. Tem 69,21 km² de área e sua população em 2015 foi estimada em 1.935 habitantes.